# Ďapalovce
Ďapalovce jsou obec na Slovensku v okrese Vranov nad Topľou ležící v blízkosti vodní nádrže Veľká Domaša. Žije zde 433 obyvatel.

## Poloha
Obec leží v Nízkých Beskydech v Ondavské vrchovině v údolí potoka Ondalík v povodí Oľky a dále Ondavy, východně od vodní nádrže Velká Domaša. Mírně členitý povrch území tvořený vrstvami flyše s pokryvem svahových hlín leží v nadmořské výšce 180–398 m n. m., střed obce je ve výšce 195 m. Pouze v severní části je souvislý lesní porost tvořený habrem, bukem a duby.
Sousedními obcemi jsou Piskorovce na severu, Nižná Sitnica na severovýchodě a východě, Košarovce na jihovýchodě, Rafajovce na jihu a jihozápadě, Nová Kelča na západě a Vyšný Hrabovec a Tokajík na severozápadě.

## Historie
Podle archeologických nálezů obec byla osídlena v období konce neolitu a na začátku doby bronzové. První písemná zmínka o obci pochází z roku 1408, kde je uváděna jako Zapolousche v listině majetku Imricha z Perina, od roku 1808 nese název Ďapalovce, maďarsky Gyapalóc nebo Gyapár. Předpokládá se, že obec byla založena na německém zákupním právu šoltýsem Ďapalou.
Obec patřila původně k hradnímu panství Stropkov, v roce 1568 se stala majetkem rodu Pethőovců, po nich následovaly rody Rollovců (v 18. století), Sztárayovců a Felekyovců (oba v 19. století).
V roce 1567 byla obec daněná z dvou a půl porty, v roce 1582 ze čtyř port. V roce 1598 měla obec 21 usedlostí, v roce 1715 bylo v obci 5 opuštěných a 13 obývaných domácností. V roce 1787 žilo v 29 domech 222 obyvatel a v roce 1818 žilo 297 obyvatel v 40 domech.
V roce 1925 postihla obec velká povodeň.
Hlavní obživou byla práce v lesích, povoznictví a zemědělství. V letech 1929–1943 byla v obci parní pila a v letech 1930–1943 se zde pálilo dřevěné uhlí.
Dne 9. října 2023 obec postihlo zemětřesení o síle 4,9 Richtrovy stupnice.

## Církev a kostel
Římskokatolická farnost obce náleží pod farnost Holčíkovce děkanátu Vranov nad Topľou košické arcidiecéze.
V obci stál římskokatolický kostel Nanebevzetí Panny Marie postavený v roce 1893 v barokně klasicistním stylu. Jednolodní kostel s půlkruhovým závěrem a přesazenou věží byl zaklenut valenou klenbou s pasy. Věž zdobena lizénami byla ukončena jehlovou střechou. Kostel byl pro špatný technický stav zbourán v roce 2005 a na jeho místě postaven nový římskokatolický filiální kostel Nanebevzetí Panny Marie, který byl vysvěcený 17. října 2009.
V interiéru kostela se nacházela gotická plastika Madony s dítětem z 15. století, která byla v sedmdesátých letech 20. století přemístěna do sbírek Slovenské národní galerie v Bratislavě. Na její místo byla umístěna kopie. Z konce 19. století je zde plastika trpícího Krista.

## Památky
- Mohylník z období eneolitu zahrnuje dvanáct mohyl, které se nachází na hřebeni Ďapalovského vrchu.[10][9]

## Doprava
Z obce vede silnice III/3629 do Holčíkovců na Jasenovce a silnice III/3573 ve směru na Pískorovce a dále Tokajík a Mrázovce.